# Пристанище Силистра - Лесил
Пристанище Силистра – Лесил е пристанище за обработка на генерални и насипни товари, разположено на река Дунав край гр. Силистра, България.

## Капацитет
Пристанище Силистра – Лесил е най-голямото товарно пристанище в района на град Силистра, разположено е на 381-вия километър на река Дунав и разполага с 5 корабно претоварни места:
- Корабно претоварно място № 1 – За обработка на генерални и насипни товари
- Корабно претоварно място № 2 – за обработка на генерални и насипни товари
- Корабно претоварно място № 3 – За обработка на генерални и насипни товари
- Корабно претоварно място № 4 – за обработка на генерални и насипни товари
- Корабно претоварно място № 5 – За обработка на генерални и насипни товари